# Bernardo Joffily
Bernardo Joffily (Rio de Janeiro, 20 de outubro de 1950) é um jornalista brasileiro.
Foi editor do portal www.vermelho.org.br de 2002 a 2009. É também autor do atlas histórico brasileiro IstoÉ Brasil 500 anos (1998) e da agenda Brasil outros 500 (2000).
Na juventude participou da resistência à ditadura, sendo vice-presidente da Ubes (União Brasileira dos Estudantes Secundaristas) em 1968-1970.
Filiou-se ao PCdoB em 1973 e foi eleito para o Comitê Central deste partido em 2005. Trabalhou como radialista na Rádio Tirana (1974-1979) e foi chefe de redação do semanário Tribuna da Luta Operária (1979-1987). Em março de 2002 ajudou a fundar o Vermelho, tido como o maior site.org brasileiro. É também tradutor do inglês, francês, espanhol, italiano e, em especial, da obra do romancista Ismail Kadaré, em albanês.